# ماریا هاول
ماریا هاول (انگلیسی: Maria Howell) هنرپیشه و خواننده اهل ایالات متحده آمریکا است. وی از سال ۱۹۸۵ میلادی تاکنون مشغول فعالیت بوده‌است.

## گزیده فیلمشناسی
از فیلم‌ها یا برنامه‌های تلویزیونی که وی در آن نقش داشته‌است می‌توان به آثار زیر اشاره کرد.
- رنگ ارغوانی (۱۹۸۵)
- نقطه کور  (۲۰۰۹)
- وقتی حامله هستی باید منتظر چه چیزی باشی (۲۰۱۲)
- عطش مبارزه: اشتعال (۲۰۱۳)
- معتاد (۲۰۱۴)
- مجموعه سنت‌شکن: هم‌پیمان (۲۰۱۶)
- ارقام پنهان (۲۰۱۶)
- بهترین مثال (۲۰۰۸)
- خاطرات خون‌آشام (۲۰۰۹)
- خاطرات خون‌آشام (۲۰۱۱, ۲۰۱۷)
- انقلاب (۲۰۱۲–۲۰۱۴)
- خدمتکاران حیله‌گر (۲۰۱۳)